# Lola de Valence (Modigliani)
Pour les articles homonymes, voir Lola de Valence (homonymie).
Lola de Valence est un tableau réalisé par le peintre italien Amedeo Modigliani en 1915. Cette huile sur papier montée sur un panneau de bois est le portrait en buste d'une danseuse espagnole aperçue par son profil gauche : Lola Melea, représentée dès 1862 par le Français Édouard Manet sur une toile également intitulée Lola de Valence. Inspirée par les masques de la sculpture africaine, la peinture est passée entre les mains de Paul Guillaume. Léguée en 1967 par Adelaide Milton de Groot, elle est conservée au Metropolitan Museum of Art, à New York, dans l'État de New York, aux États-Unis.

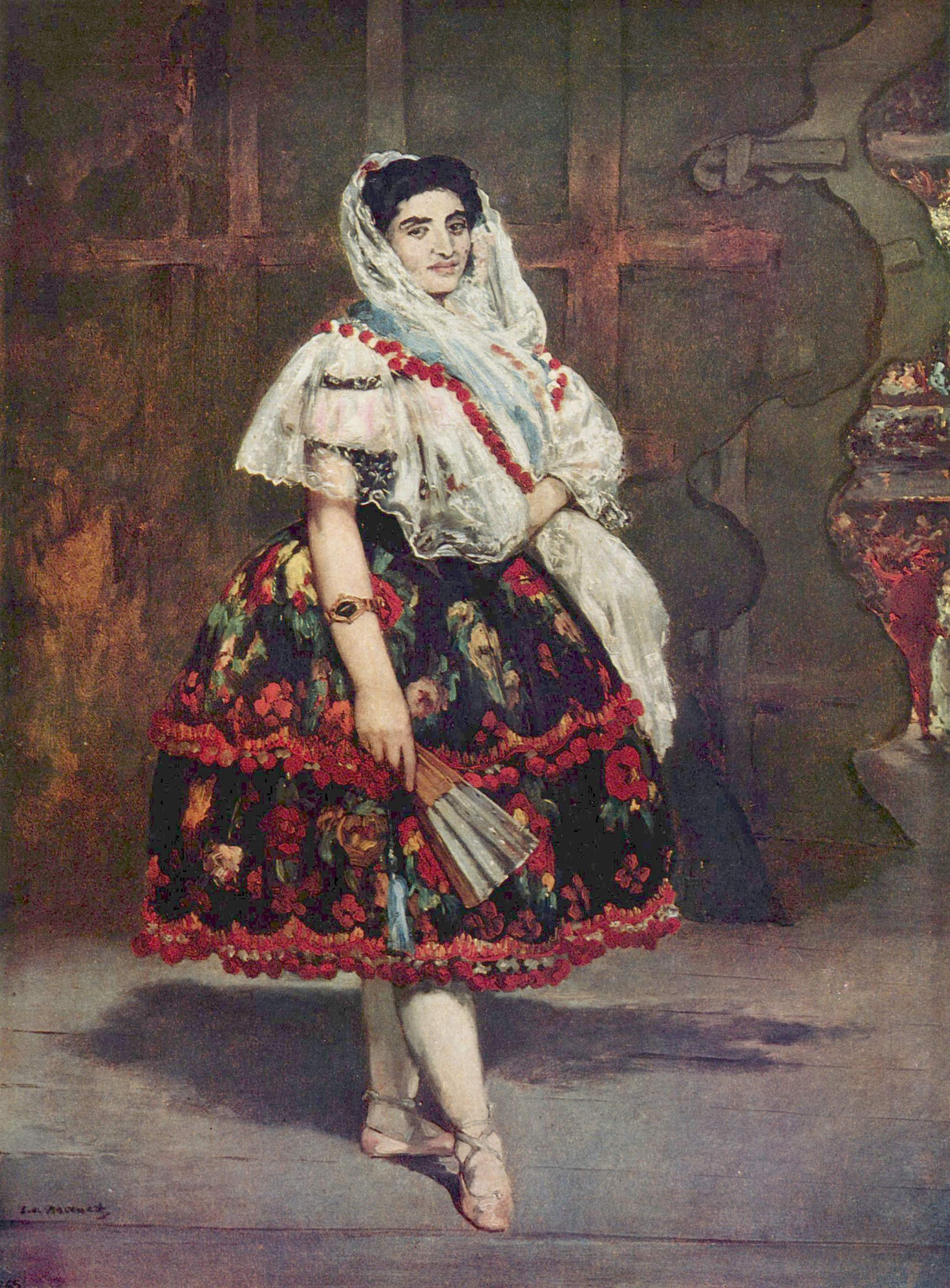
Édouard Manet, Lola de Valence, 1862 –  Musée d'Orsay, Paris.